# أستريا (أسطورة)

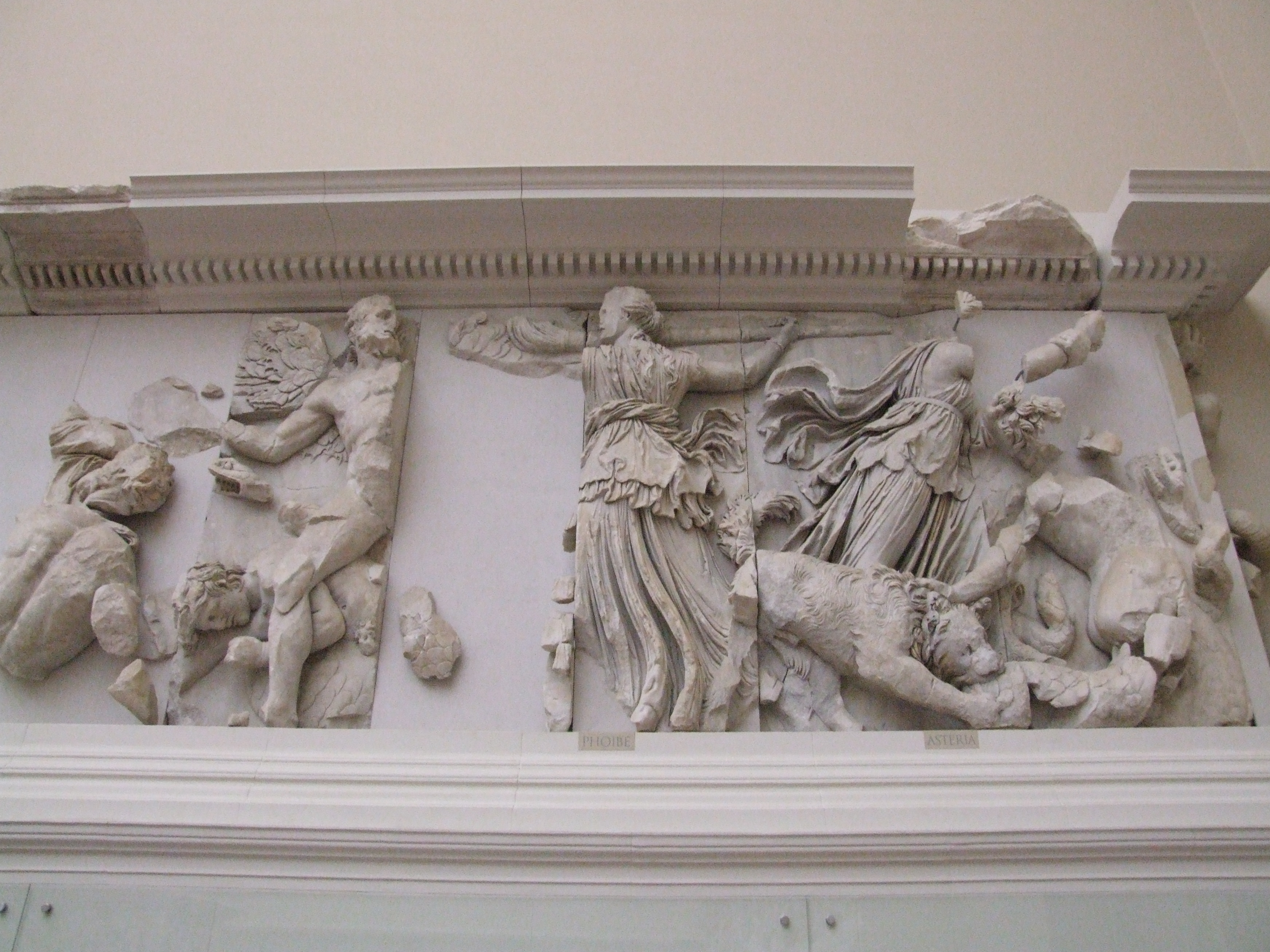
أستريا وفويبي على بيرغامون.

أستريا هي المرأة الأقوى بين الجنس البشري وقد هددت بدمار الأرض بسبب كرهها للجنس البشري، ويقال أن الإله زيوس حبسها في قلعة في السماء ولا تخرج إلا في آخر الزمان وتقضي على الجنس البشري.ولكن هذا الأقاويل قد تكون حقيقية و ربما لا ،وهي لاتخرج إلى الأرض إلا أربع وعشرين شهرا ثم تموت كما ذكرت الكتب والمنحوتات الإغريقية.